# Wilhelm Dunker
Wilhelm Dunker (Eschwege, 1809. február 21. – Marburg, 1885. március 13.) német geológus és paleontológus.

## Életútja
Előbb a bányászatban és kohászatban gyakorlatilag képezte magát, azután Göttingenban tanult és később az obernkircheni bányahivatalban gyakornokoskodott. Majd a kasseli politechnikumon az ásványtant tanította és 1854-ben a marburgi egyetem tanára lett. Hermann von Meyerrel 1846-ban megalapította a Palaeontographica című folyóiratot.

## Munkái
- Beiträge zur Kenntniss des norddeutschen Oolithgebildes (Koch-hal együtt, Braunschweig, 1837)
- Monographie der norddeutschen Wealdenbildung (uo. 1846)
- Mollusca japonica (Stuttgart, 1861)
- Index molluscorum moris japonici (Kassel, 1882)